# Sceiccato di Muflahi
Il Maflahi o Muflahi (in arabo: مفلحي Muflaḥī), ufficialmente Sceiccato di Muflahi (in arabo: مشيخة المفلحي Mashyakhat al-Muflaḥī), fu uno stato del Protettorato di Aden. Il suo ultimo sceicco, Kassim Abdulrahaman Al-Muflahi, venne deposto nel 1967, alla fondazione della Repubblica Democratica Popolare dello Yemen. La zona è ora parte dello Yemen.

## Storia
Maflahi era in origine uno dei cinque sceiccati del Sultanato di Yafa Superiore ma si unì alla Federazione degli Emirati Arabi del Sud e all'entità che la seguì, la Federazione dell'Arabia Meridionale come uno stato separato. Anche se la maggior parte dei membri della famiglia Al Muflahi ancora risiedono in Yemen, alcuni membri sono migrati nel nord della penisola arabica nei primi anni '60 per stabilirsi in paesi come l'Arabia Saudita, il Kuwait, gli Emirati Arabi Uniti e il Qatar. Recentemente, molti si sono trasferiti in paesi occidentali, tra cui il Regno Unito e gli Stati Uniti d'America; in questi ultimi vivono prevalentemente nella zona di Detroit.

## Elenco degli sceicchi
I regnanti portavano il titolo di Shaykh al-Mashyakha al-Maflahiyya.
- al-Qasim al-Sakkaf (1850 - 1885)
- 'Abd al-Rahman ibn al-Qasim al-Sakkaf (1885 - 1920)
- al-Qasim ibn 'Abd al-Rahman (1920 - 12 agosto 1967)